# Movimiento Acción Poética

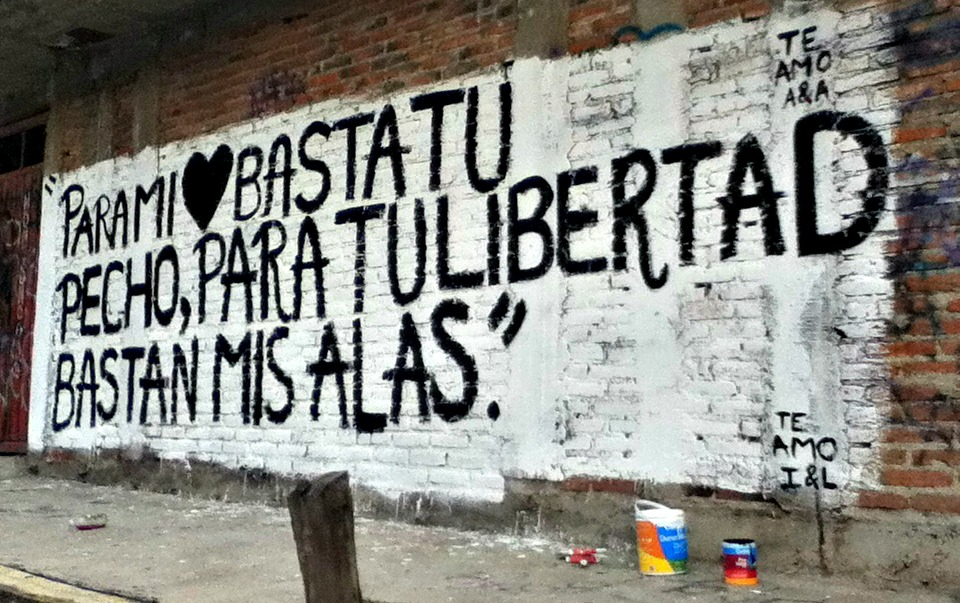
Réplica de un Acción Poética en Atizapán, Estado de México: «Para mi corazón basta tu pecho, para tu libertad bastan mis alas».

El movimiento Acción Poética es un fenómeno literario y artístico que comenzó en Monterrey (Nuevo León, México) en 1996. Tiene como fundador al poeta mexicano Armando Alanís Pulido y consiste en rotular e intervenir en distintas paredes y muros de las ciudades, con fragmentos de poesía, fundamentalmente en castellano.
En México, existen 180 ciudades con intervenciones de Acción Poética. Redes sociales como Facebook le dieron alcance mundial, con presencia en 30 países y grupos autoorganizados que realizan las rotulaciones.
Estas rotulaciones emplean pintura negra sobre fondo blanco, firmadas debajo con el sello y formato en letra pequeña de «Acción Poética». Al comienzo de esta acción cultural solían ser letras de canciones y versos del propio Alanís. Hoy en día muchos otros creadores anónimos rotulan las tapias y las paredes con su propia iniciativa creativa. Una regla del movimiento es no pintar consignas políticas o religiosas y conservar un tono romántico en el fondo de la frase o reflexión rotulada.
Este movimiento comenzó en algunos muros de Monterrey y su área metropolitana, pero desde hace algunos años la iniciativa traspasó fronteras y se puede observar este movimiento en más de ciento ochenta ciudades mexicanas así como en cuarenta países alrededor del mundo.
De este movimiento se desprende «Acción Poética Frases», que aúna a muchos grupos y millones de personas amantes de este arte cultural urbano. «Acción Poética Frases» con sede en los Estados Unidos, reúne a grupos en Venezuela, Colombia, Chile, Ecuador y República Dominicana. Su trabajo se deposita en las redes sociales bajo el mismo nombre y supera los dos millones doscientos mil colaboradores y fue organizado por su fundador, el periodista venezolano ganador de numerosos premios Víctor «Bily» Paredes. 

## Historia

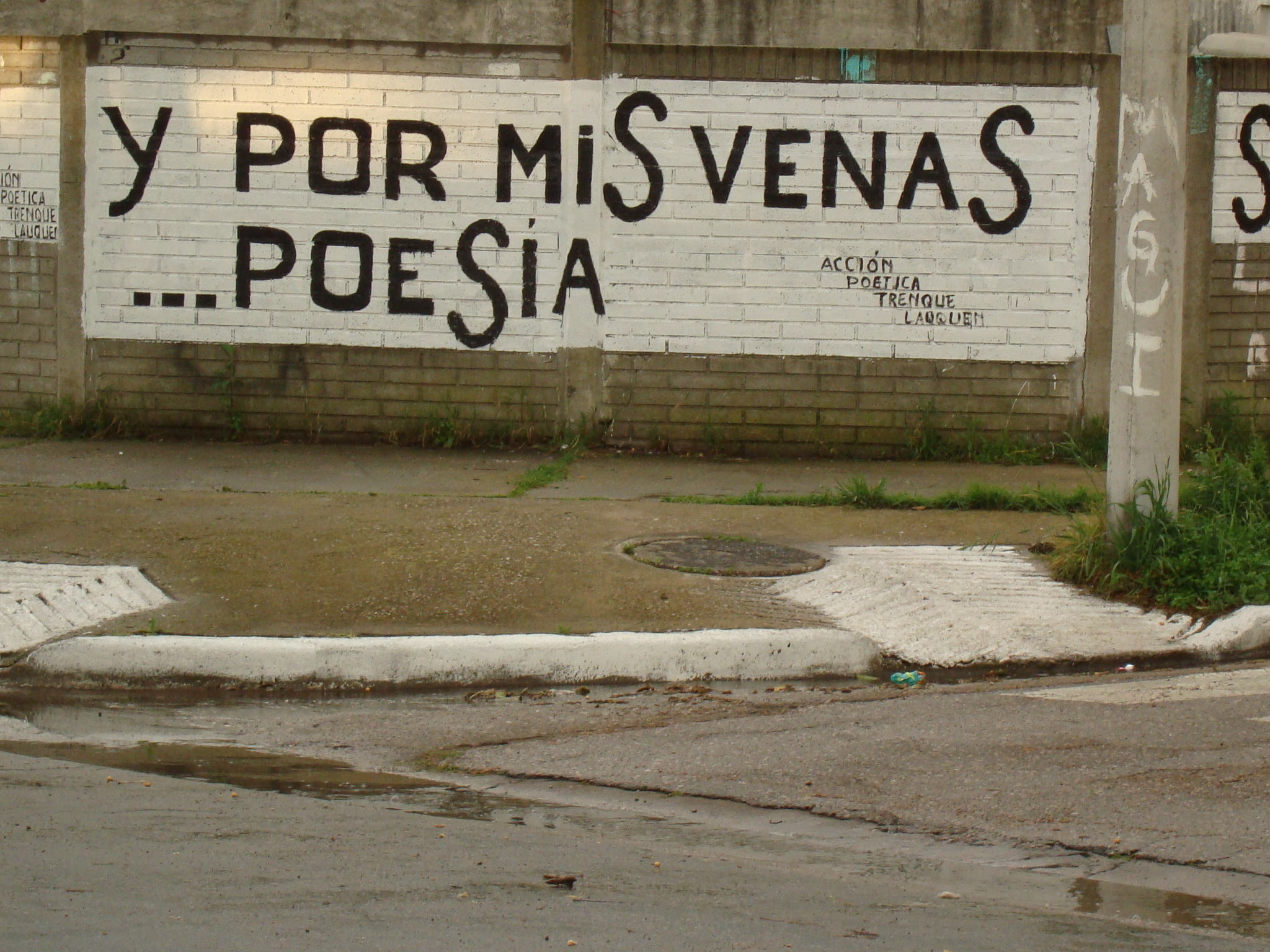
Acción poética en Trenque Lauquen.

Armando Alanís Pulido invitó un grupo de amigos poetas para escribir versos sobre paredes y muros, en Monterrey, hacia 1996. Por esa práctica el crítico literario Sergio Cordero lo apodó «El bardo de las bardas». Buscaba entonces crear una "antología de poesía callejera" abierta para ser contemplada por las personas en su vida y quehaceres cotidianos, e integrarla en el paisaje urbano y con ello combatir la cultura que aboga por no leer o descuidar el hábito de lectura, que para él representaba un problema grave en la sociedad.
Con el crecimiento de las Redes Sociales, pudieron contactar entre sí las personas que lo hacían espontáneamente en países como Argentina o Perú con el propio Alanís, el fundador. Además dichas Redes sirvieron para extender y popularizar las imágenes, y sumar más personas que iniciaron sus propias aportaciones.
En 2015 una campaña oficial del Gobierno de la Ciudad de México llevó distintos textos de Acción Poética a 4.000 muros, paredes y espacios del Metro de la Ciudad de México.

### Fuera de México
En Argentina, Fernando Ríos, originario de la ciudad de San Miguel de Tucumán en Argentina, sugirió a Alanís algunas reglas que quedaron establecidas para el movimiento mundial:
- Respetar la poesía, sin plasmar temas religiosos o políticos.
- Que los poemas no tuvieran más de diez palabras.
- Que los poemas no ocuparan más de cinco renglones.
- Que se conservar el fondo blanco con letras negras, para que recordara, así, la letra impresa en un libro.

## Inspiración para otros movimientos
Inspirados en este movimiento han surgidos otros como por ejemplo Acción Ortográfica, que prioriza la corrección ortográfica y el buen uso del idioma de las diversas manifestaciones escritas callejeras.